# Кэмэтару, Родион
Родио́н До́ру Го́рун Кэмэта́ру (рум. Rodion Doru Gorun Cămătaru; 22 июня 1958, Стрехая, Румыния) — румынский футболист, центральный нападающий. В составе сборной Румынии — участник чемпионата Европы 1984 года и чемпионата мира 1990 года. Обладатель «Золотой бутсы» 1987 года, впоследствии был лишён этой награды.

## Карьера

### Клубная
Родион Кэмэтару начал играть в футбол в команде «Прогресул» из Стрехаи. Летом 1974 года он перешёл в клуб «Университатя» (Крайова), который был на тот момент действующим чемпионом Румынии. В Дивизионе A Кэмэтару дебютировал 10 ноября 1974 года в матче против ЧФР. Начиная с сезона 1975/76 и в течение следующих трёх лет Кэмэтару играл достаточно часто, но забивал очень мало для нападающего — не более трёх голов за чемпионат. За этот период в составе «Университати» Родион дважды выиграл Кубок Румынии.
Прорывом для Кэмэтару оказался сезон 1978/79, когда он забил 13 мячей в чемпионате и стал лучшим бомбардиром «Университати». В последующие годы он регулярно входил в списки лучших бомбардиров чемпионата Румынии и помог своей команде выиграть два чемпионата, ещё два Кубка, а также успешно выступить в Кубке УЕФА 1982/83, в котором «Университатя» дошла до стадии полуфинала. Сам Кэмэтару не забил ни одного гола в том розыгрыше; кроме того, сезон 1982/83 стал для него неудачным и в Румынии: впервые за 5 лет он забил в чемпионате меньше 10 мячей.
В 1986 году Кэмэтару перешёл в бухарестское «Динамо». С новой командой он не выиграл ни одного турнира, но добился главного личного достижения в своей карьере, став в сезоне 1986/87 не только лучшим снайпером чемпионата Румынии, но и обладателем европейской «Золотой бутсы» с 44 голами. На церемонии награждения, однако, произошёл скандал: второй бомбардир европейского сезона австриец Тони Польстер отказался получать свою «Серебряную бутсу», заявив, что некоторые из забитых Кэмэтару мячей стали результатом сговора. Кэмэтару опередил Польстера, забив в последних трёх турах 15 мячей, эти игры были позже признаны договорными, а румын был лишён награды.
Кэмэтару получил разрешение на переход в зарубежный клуб в 1989 году и уехал в бельгийский «Шарлеруа». Команда с трудом сохранила прописку в первом дивизионе, а Кэмэтару забил лишь 6 мячей. Уже в декабре 1990 года Кэмэтару перешёл в нидерландский клуб «Херенвен», но команда в том сезоне вылетела из Эредивизи. В «Херенвене» Кэмэтару играл до лета 1993 года, после чего завершил карьеру. Его последним матчем стал финал Кубка Нидерландов 1992/93, в котором «Херенвен» уступил амстердамскому «Аяксу». Выйдя на замену во втором тайме, Кэмэтару забил на 90-й минуте свой последний гол.
Всего в высших дивизионах различных национальных чемпионатов Родион Кэмэтару провёл 413 матчей и забил 206 мячей. В еврокубках — 7 забитых мячей в 47 матчах.

### В сборной
Первый матч в составе национальной сборной Румынии Родион Кэмэтару провёл 13 декабря 1978 года, когда в Афинах румыны уступили в товарищеском матче сборной Греции. Кэмэтару сыграл во всех трёх матчах на чемпионате Европы 1984 года, первом крупном турнире румынской сборной с ЧМ-1970, но ни разу не забил. На чемпионате мира 1990 года Кэмэтару был самым опытным игроком в заявке сборной Румынии, но на турнире не провёл ни одного матча. Последнюю игру за сборную Кэмэтару сыграл 12 сентября 1990 года в рамках отборочного турнира чемпионата Европы 1992 года в Глазго против шотландцев, в ней же он забил и последний свой мяч.
Всего за сборную Румынии Родион Кэмэтару провёл 75 матчей, забил 22 мяча. Два матча: товарищеские игры против второй сборной Венгрии в 1980 году и молодёжной сборной Эквадора в 1984 году были исключены из официального реестра матчей румынской сборной в 2007 году; без учёта этих встреч на счету Кэмэтару 21 гол в 73 матчах.
Помимо первой сборной, Кэмэтару также выступал за молодёжную (3 матча, 1 гол) и олимпийскую сборную (2 матча).

## Достижения

### Командные
- Чемпион Румынии (2): 1979/80, 1980/81
- Обладатель Кубка Румынии (4): 1976/77, 1977/78, 1980/81, 1982/83
- Финалист Кубка Нидерландов: 1992/93

### Личные
- Лучший бомбардир чемпионата Румынии: 1986/87
- Обладатель «Золотой бутсы»: 1987 (позднее лишён)